# Enicospilus nugalis
Enicospilus nugalis là một loài tò vò trong họ Ichneumonidae.